# Gliceri
Gliceri (en llatí: Glycerius) fou emperador romà (473-474). Escollit emperador per Gundebald de Borgonya, nebot del difunt general romà Ricimer, que havia manegat la política a l'Imperi Occident durant els darrers anys. No fou mai reconegut pels emperadors romans d'Orient, que van designar Juli Nepot per ocupar el seu lloc. Quan fou deposat va ser obligat a agafar el càrrec de bisbe de Salona.

## Ascens al poder
Anteriorment al seu nomenament d'emperador era comes domesticorum, és a dir el comandant de la guàrdia imperial a la cort de Ravenna. Prèviament a aquest càrrec va ser comandant destinat a Dalmàcia. Teòfanes Isàuric diu que era considerat un home de bona reputació (ἀνὴρ οὐκ ἀδόκιμος).
A la mort de l'emperador Olibri i del general Ricimer, fou convidat per Gundebald de Borgonya, nebot de Ricimer, a assolir l'imperi i fou proclamat a Ravenna el març del 473.

## El regnat
Del seu regnat es coneix poca cosa: va perdonar diversos individus que havien insultat la mare de l'emperador, a petició del bisbe Epifani de Pavia.
El 473, Euric, rei dels visigots, va donar ordres d'envair Itàlia, però el seu comandant Vincentius fou derrotat pels generals de Gliceri: Al·la i Sindila. Malgrat aquesta victòria, Gliceri no va poder evitar que els visigots s'apoderessin d'Arelate i Marsella, a la Gàl·lia.
Al mateix temps els ostrogots, comandats pel seu rei Widemir, van penetrar a Itàlia. Gliceri, per no haver de fer front als dos exèrcits alhora (visigots i ostrogots), va enviar presents a aquest rei (2.000 sòlids), el va convidar a sortir d'Itàlia i a anar a instal·lar-se a la Gàl·lia ocupant el lloc dels visigots (segons esmenta Jornandes).

## La deposició
No consta que fos mai reconegut per l'emperador oriental Lleó I el Traci, que a finals del 473 o començaments del 474 va fer proclamar emperador Juli Nepot, però feia mal temps per navegar i el seu viatge cap a Ravenna es va ajornar. Mentrestant Lleó I va morir (gener del 474) i fou succeït pel seu net, Lleó II, un noiet que va tenir com a regent al seu pare Zenó. Zenó tampoc va reconèixer el nomenament de Gliceri i finalment va enviar Juli Nepot amb un exèrcit contra Gliceri, que era a Roma. Gliceri fou fet presoner al port fluvial de Roma, a la vora del Tíber, i el va obligar a esdevenir monjo.
Va ser al cap de poc temps bisbe de Salona a Dalmàcia. Expulsat Nepot d'Itàlia pel patrici Orestes, va fugir a Salona (on era Gliceri) i va conservar el títol fins que fou assassinat pels seus propis seguidors Viatró i Odiva (o Ovida); aquest darrer fou derrotat a l'any següent per Odoacre (481).
Tot seguit apareix un Gliceri com a bisbe de Milà i s'ha suggerit que aquest fou el seu premi per participar en la mort de Nepot, però no és clar ni de bon tros que el bisbe de Milà i l'emperador que va ser bisbe de Salona siguin la mateixa persona.